# Jewgeni Anatoljewitsch Podgorny
Jewgeni Anatoljewitsch Podgorny (russisch Евгений Анатольевич Подгорный; * 9. Juli 1977 in Nowosibirsk, Sowjetunion) ist ein ehemaliger russischer Kunstturner.

## Karriere
Podgorny erhielt 1990 die Auszeichnung Sportmeister der Sowjetunion. Bei den Europameisterschaften 1996 gewann er Gold im Mannschaftsmehrkampf und Silber am Boden. Im selben Jahr wurde er mit der russischen Mannschaft Olympiasieger im Mannschaftsmehrkampf. Im Einzelmehrkampf belegte er Rang 66, seine beste Einzeldisziplin war der Boden mit Platz sechs.
1998 wurde Podgorny zum Verdienten Meister des Sports Russlands ernannt. Bei den Weltmeisterschaften 1999 gewann er Silber mit der Mannschaft. Im gleichen Jahr schloss er sein Studium an der Staatlichen Pädagogischen Universität Nowosibirsk ab. Bei den Olympischen Spielen 2000 in Sydney gewann er Bronze im Mannschaftsmehrkampf, im Einzelmehrkampf erreichte er Rang 25, mit Platz acht am Boden erzielte er sein bestes Einzelergebnis.
Podgorny gewann zudem 2000 bei den Europameisterschaften erneut Gold im Mannschaftsmehrkampf und 2002 Silber in derselben Disziplin. Nach seiner aktiven Karriere engagierte er sich politisch und wurde 2005 Abgeordneter des Regionalrats der Oblast Nowosibirsk. Außerdem ist er Präsident der Städtischen Stiftung zur Unterstützung sozialer Initiativen in Nowosibirsk.